# Nono Concílio de Toledo
O Nono Concílio de Toledo foi um sínodo provincial dos bispos de Cartaginiense. Tudo começou em 2 de novembro de 655 sob os auspícios do rei Recesuinto. Terminou no dia 24 de novembro na Igreja de Santa María. 
O concílio autorizou os bispos a transferir até um terço da renda de qualquer igreja em sua diocese para qualquer outra igreja de sua escolha. O concílio decidiu que se um clérigo, de subdiácono a bispo, tivesse um filho de uma mulher, livre ou escravizada, esse filho tornava-se automaticamente escravo da igreja em que seu pai servia. Nenhum eclesiástico liberto ou eclesiástica tinha permissão para se casar com um homem livre (hispano-romano ou visigodo) e, se o fizesse, os filhos de tal união eram escravizados pela igreja.
O conselho deu a um leigo o privilégio de Jus patronatus para cada igreja que ele construísse, mas o fundador não tinha direitos de propriedade.
Finalmente, o sínodo declarou que todos os conversos, não apenas judeus convertidos, mas também outros que vieram durante o período de migração, deveriam passar pelas festas cristãs na presença de seu bispo para provar a veracidade de sua fé. O descumprimento desta última regra resultava em açoitamento ou jejum forçado, conforme a idade do infrator.